# Groote Aa (Heeze)
De Groote Aa ontstaat bij Leende uit de Buulder Aa en de Strijper Aa. Bij het Kasteel Heeze vormt zij samen met de Sterkselse Aa de Kleine Dommel.